# Пономаренківська сільська рада
Пономаренківська сільська́ ра́да — адміністративно-територіальна одиниця та орган місцевого самоврядування в Харківському районі Харківської області. Адміністративний центр — село Пономаренки.

## Загальні відомості
Пономаренківська сільська рада утворена в 1917 році.
- Територія ради: 24,6 км²
- Населення ради: 4 356 осіб (станом на 2001 рік)
- У вересні 2012 року частина території ради (вулиці Дністровська, Зеленодольська, Зорянська, Клочкова, Лермонтова, Сусаніна, Ясна; провулки Клочкова, Науковий; Дністровський бульвар, в'їзди Дністровський і Ясний) була включена в межі міста Харкова.[1]

## Населені пункти
Сільській раді підпорядковані населені пункти:
- с. Пономаренки
- с. Борове
- с. Лелюки
- с. Логачівка
- с. Хроли

## Склад ради
Рада складається з 22 депутатів та голови.
- Голова ради: Топчій Анатолій Григорович
- Секретар ради: Михайлова Тетяна Онуфріївна

### Керівний склад попередніх скликань
| Прізвище, ім'я, по батькові | Основні відомості                                                         | Дата обрання | Дата звільнення |
| --------------------------- | ------------------------------------------------------------------------- | ------------ | --------------- |
| Топчій Анатолій Григорович  | Сільський голова, 1958 року народження, освіта вища, член Партії регіонів | 26.03.2006   | 31.10.2010      |
| Топчій Анатолій Григорович  | Сільський голова, 1958 року народження, освіта вища, член Партії регіонів | 31.10.2010   |                 |

Примітка: таблиця складена за даними сайту Верховної Ради України

### Депутати
За результатами місцевих виборів 2010 року депутатами ради стали:

#### За суб'єктами висування
| Суб'єкт висування    | Кількість обраних депутатів | %    |
| -------------------- | --------------------------- | ---- |
| Партія регіонів      | 17                          | 77,3 |
| Самовисування        | 4                           | 18,2 |
| Партія «Відродження» | 1                           | 4,5  |

#### За округами
| № округу             | Прізвище, ім'я, по батькові      | Дата визнання обраним | Освіта             | Партійна приналежність            | Відомості про обраного депутата                          |
| -------------------- | -------------------------------- | --------------------- | ------------------ | --------------------------------- | -------------------------------------------------------- |
| Партія «ВІДРОДЖЕННЯ» |                                  |                       |                    |                                   |                                                          |
| 8                    | Зацаренко Наталія Миколаївна     | 05.11.2010            | середня            | позапартійна                      | Пономаренківська сільрада, діловод                       |
| Партія регіонів      |                                  |                       |                    |                                   |                                                          |
| 2                    | Пєчєнєв Олег Борисович           | 05.11.2010            | середня            | член Партії регіонів              | тимчасово не працює                                      |
| 3                    | Анфарович Марина Євгенівна       | 05.11.2010            | вища               | член Партії регіонів              | тимчасово не працює                                      |
| 4                    | Стадник Ніна Дмитрівна           | 05.11.2010            | вища               | член Партії регіонів              | ТОВ «Універсал — сервис», гол.бухгалтер                  |
| 5                    | Аліпова Наталія Василівна        | 05.11.2010            | середня спеціальна | член Партії регіонів              | тимчасово не працює                                      |
| 6                    | Бондар Валентина Іванівна        | 05.11.2010            | вища               | член Партії регіонів              | приватний підприємець                                    |
| 9                    | Бабай Олександр Іванович         | 05.11.2010            | середня            | член Партії регіонів              | пенсіонер                                                |
| 10                   | Беценко Ігор Миколайович         | 05.11.2010            | середня            | член Партії регіонів              | Пономаренківська сільрада, водій                         |
| 11                   | Росада Іван Васильович           | 05.11.2010            | вища               | член Партії регіонів              | ТОВ «Універсал — сервис», начальник                      |
| 13                   | Маркова Ніна Олексіївна          | 05.11.2010            | вища               | член Партії регіонів              | спеціалізована загальноосвітня школа № 77, вчитель       |
| 15                   | Клюбін Віктор Іванович           | 05.11.2010            | вища               | член Партії регіонів              | пенсіонер                                                |
| 16                   | Василовський Віталій Вадимович   | 05.11.2010            | вища               | член Партії регіонів              | Державна.установа «Інститут неврології», зав.відділенням |
| 17                   | Жуковська Наталія Вячеславівна   | 05.11.2010            | вища               | член Партії регіонів              | Пономаренківська мед.амбулаторія, гол. лікар             |
| 18                   | Федорчук Євген Данилович         | 05.11.2010            | вища               | член Партії регіонів              | Департамент транспорту і зв'язку, заст. директора        |
| 19                   | Капустін Олександр Володимирович | 05.11.2010            | вища               | член Партії регіонів              | ПП «Ніка», виконроб                                      |
| 20                   | Деменко Валентина Миколаївна     | 05.11.2010            | середня спеціальна | член Партії регіонів              | приватний підприємець                                    |
| 21                   | Михайлова Тетяна Онуфріївна      | 05.11.2010            | вища               | член Партії регіонів              | Пономаренківська сільрада, секретар ради                 |
| 22                   | Шемраєв Олександр Миколайович    | 05.11.2010            | вища               | член Партії регіонів              | ТОВ «Автомобиліст», директор                             |
| Самовисування        |                                  |                       |                    |                                   |                                                          |
| 1                    | Мокрицький Микола Григорович     | 05.11.2010            | середня            | член Партії регіонів              | тимчасово не працює                                      |
| 7                    | Нестеренко Юрій Васильович       | 05.11.2010            | вища               | член Комуністичної партії України | Інститут «Укрміськбудпроект», гол.інженер                |
| 12                   | Бекоревич Олександр Сергійович   | 05.11.2010            | середня            | позапартійний                     | тимчасово не працює                                      |
| 14                   | Гладков Віталій Володимирович    | 05.11.2010            | вища               | позапартійний                     | приватний підприємець                                    |